# Louis-Alexandre Dambourney
Louis-Alexandre Dambourney, né le 10 mai 1722 à Rouen et mort le 2 juin 1795 à Oissel, est un botaniste français.

## Biographie
Originaire d'une famille exerçant le haut commerce à Rouen, Louis-Alexandre Dambourney a d'abord commencé par cultiver les arts d'agréments pour devenir bon peintre, excellent musicien et excellent littérateur. Ayant également acquis des connaissances très étendues dans les sciences, il compléta son instruction dans ce domaine en visitant les villes les plus importantes de France. Admis, lors de son retour à l'Académie de Rouen, il y présente un Mémoire sur la culture de la garance qu'il venait d'acclimater en Normandie, résultat inappréciable pour les teinturiers qui trouvaient ainsi chez eux une garance supérieure à celle de Smyrne et de Hollande.
Sa nomination au poste d'intendant du Jardin botanique de Rouen lui permet d'observer l'existence, dans diverses plantes, de principes colorants pouvant être substitués avec avantage à ceux des produits exotiques. Plusieurs de ses expériences eurent un plein succès et, en 1772, il était en mesure de montrer des velours de coton sur lesquels il était parvenu à fixer un rouge magnifique d'une solidité à toute épreuve. Le gouvernement le récompensa en lui accordant une pension de 1 000 livres et en faisant imprimer à ses frais le recueil d'expériences et de procédés sur les teintures solides communiqués aux cotons et aux lainages par les substances végétales indigènes.
Voyant combien se propageait l'usage du café dans toutes les classes de la société, Dambourney tenta même de le remplacer par la graine du ruscus dans lequel il avait découvert les propriétés de cette denrée.
Dambourney a présenté de nombreux mémoires aux séances de la Société d'agriculture de Rouen, dont plusieurs sur les moyens de perfectionner la manière de faire les cidres.
Il collabore aux Affiches et avis de la Haute et Basse Normandie d'Étienne-Vincent Machuel.
Dambourney a été élu député à l'Assemblée provinciale de la Généralité de Rouen en 1787.

## Publications
- Instructions sur la culture de la garance et la manière d'en préparer les racines pour la teinture, Paris, Imprimerie royale, 1792
- Histoire des plantes qui servent à la teinture, Paris, Imprimerie royale, 1792
- Recueil de procédés et d'expériences sur les teintures solides que nos végétaux indigènes communiquant aux laines & aux lainages. Par. M. L.A. Dambourney, négociant à Rouen, membre de diverses académies & sociétés. Imprimé par ordre du gouvernement, Paris, De l'imprimerie de Ph.-D. Pierres, premier imprimeur ordinaire du roi, &c., rue Saint-Jacques, 1786, lire en ligne sur Gallica.
- Supplément au recueil de procédés et d'expériences sur les teintures solides que nos végétaux indigènes communiquent aux laines & aux lainages. Par M. L.A. Dambourney, négotiant à Rouen, membre de diverses académies & sociétés, Paris, De l'imprimerie de Ph.-D. Pierres, premier imprimeur ordinaire du roi, 1788, lire en ligne sur Gallica.
- Appel à l'exactitude & à l'honnêteté de MM. d'Ambourney, Gueudry, &c. de Rouen, Beauvais, De l'Imprimerie de P.C.D. Desjardins, imprimeur du département de l'Oise, 1790

### Source
- Théodore-Éloi Lebreton, Biographie rouennaise, Rouen, Le Brument, 1865